# Pseudosesia pentazonata
Pseudosesia pentazonata is een vlinder uit de familie wespvlinders (Sesiidae), onderfamilie Sesiinae.
Pseudosesia pentazonata is voor het eerst wetenschappelijk beschreven door Hampson in 1919. De soort komt voor in het Oriëntaals gebied.